# Дрощина
Дрощина (пол. Droszczyna) — гірська річка в Польщі, у Суському повіті Малопольського воєводства. Права притока Палечки, (басейн Балтійського моря).

## Опис
Довжина річки 3,36 км, найкоротша відстань між витоком і гирлом — 2,27  км, коефіцієнт звивистості річки — 1,22 . Площа басейну водозбору 5,67  км². Формується безіменними струмками та частково каналізована.

## Розташування
Бере початок у селі Поляни на схилах пасма гори Коскової. Тече переважно на північний захід і у Будзуві впадає у річку Палечку, праву приток Скави.